# Nilla
Nilla  è un nome proprio di persona italiano femminile.

## Varianti
- Maschili: Nillo[1][2]

## Origine e diffusione
Si tratta della forma abbreviata di Petronilla e di altri nomi che terminano in -nilla (come Antonilla, Dionilla, Manilla).
Propria dell'Emilia-Romagna e del Veneto, si è affermata anche come nome indipendente a partire dalla fine degli anni cinquanta, sulla scia della popolarità della cantante emiliana Nilla Pizzi (all'anagrafe Adionilla). Si stima che nei primi anni Novanta esistessero circa 2.500 persone con tale nome.

## Onomastico
Nessuna santa ha mai portato questo nome, che è quindi adespota; L'onomastico si può festeggiare il 1º novembre, festa di Ognissanti, oppure lo stesso giorno del nome di cui viene considerato derivato.

## Persone
- Nilla Fischer, calciatrice svedese
- Nilla Pizzi, cantante italiana

## Il nome nelle arti
- Nilla è il nome italiano della governante nel film d'animazione Disney La carica dei 101.